# Полисциас Бальфура
Полисциас Бальфура (лат. Polyscias balfouriana) —  вечнозелёный тропический кустарник, представитель рода Полисциас (Polyscias). Растение является аборигенным видом от Новой Гвинеи до Квинсленда, Австралия. Вид часто выращивается в культуре как декоративное растение. В различных источниках и на сайтах продавцов растений иногда перепутан с культваром полисциаса шлемникового — Polyscias scutellaria 'Balfourii' (Burm.f.) Fosberg — другого вида, который тоже выращивается как комнатное растение и тоже имеет округлые листовые пластинки, или некоторые авторы не признают полисциас Бальфура отдельным видом, а считают его подвидом Polyscias scutellaria.
Растение слабо ядовито для человека и может вызывать раздражение кожи.  

## Этимология
Название рода происходит от греческих слов polys — много и skias — навес, подобный тенту, из-за того, что главный зонтик разделен на многочисленные меньшие зонтики.
Видовой эпитет дан в честь шотландского ботаника Джона Хаттона Бальфура. 

## Описание

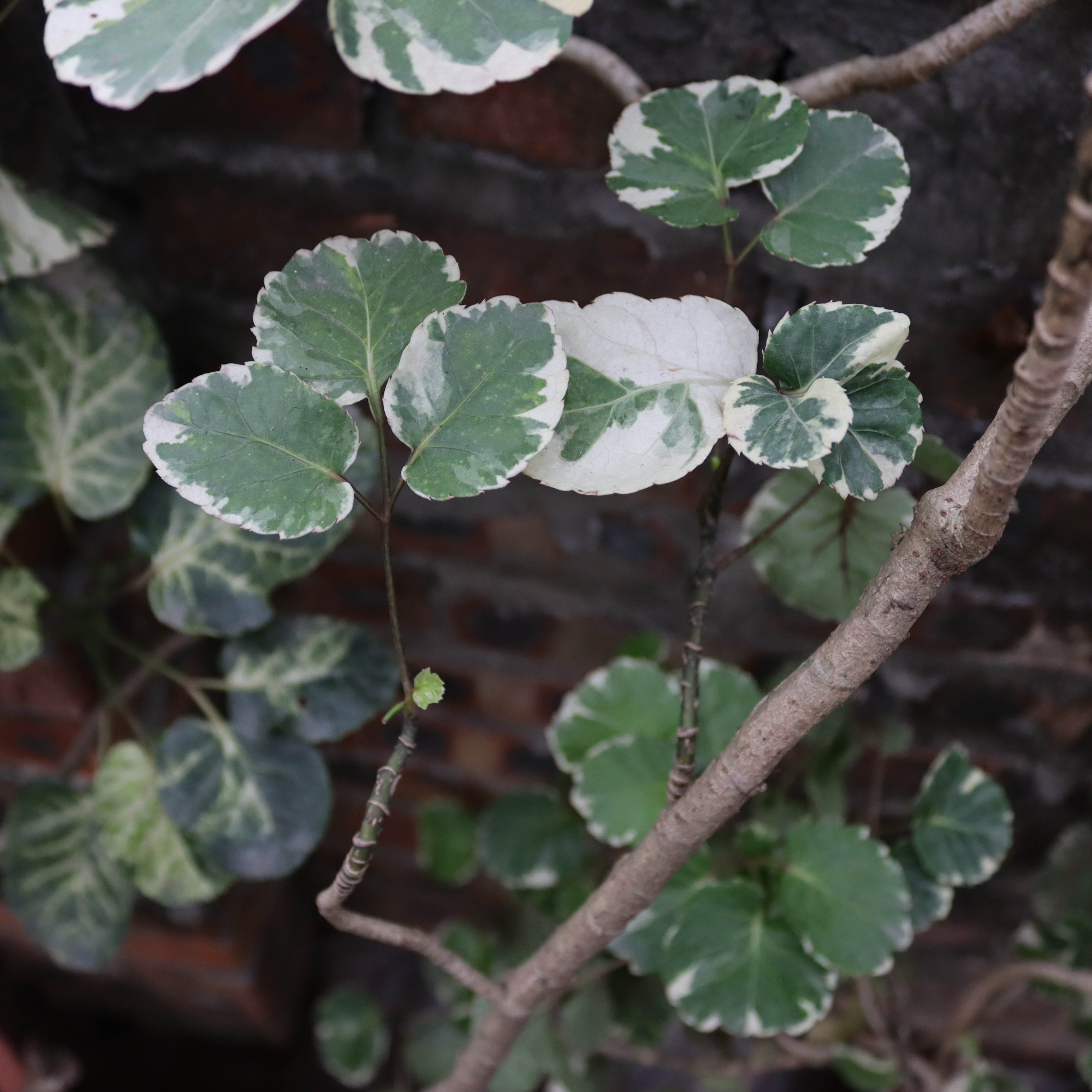
Листья

Вечнозелёный невысокий кустарник или небольшое дерево с коричневыми, светло-зелёными слабо ветвящимися побегами. Побеги покрыты зеленоватой корой с серым отливом. 
Листья сложные, перисто-рассечённые или тройчатые (из трёх листочков) суммарно около 7–8 см в диаметре, но кажутся простыми цельными округлыми, особенно в молодом возрасте. Листочки закругленной формы, эллиптические или почковидные, иногда яйцевидные или обратнояйцевидные. Поверхность листа голая, глянцевая и кожестая. . Край листа зубчатый или неглубоко пильчатый. Листья расположены на тонком черешке.   
Цветки прямостоячие и выглядят как метёлка зонтиков. Редко даёт цветы или плоды в культуре.  

## Ареал
Произрастает во влажных тропических местообитаниях и низинах Новой Гвинеи и Квинсленда и был завезён в тропические районы Азии, Африки и Карибского бассейна. Сообщается, что он был внесен в список инвазивных растений на Кубе.

## Использование
Вид часто выращивается в культуре как декоративное растение. Выведены различные вариегатные сорта:
- Pennockii (Pinocchio)[3] — сорт с более прямыми листьями и белыми, серыми и кремовыми прожилками и пятнами;
- Variegata — сорт с более мелкими листьями, компактными размерами, темными веточками и пестрым бело-зеленым окрасом; растения выглядят более курчавыми.